# Krzywizna
Krzywizna (deutsch Schönwald) ist ein Ort der Gmina Kluczbork in der Woiwodschaft Opole in Polen.

## Geographie

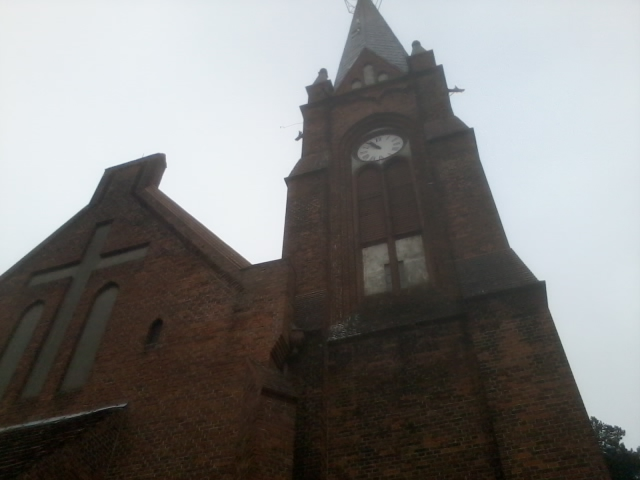
Kirche unserer lieben Frau von Tschenstochau

Krzywizna liegt im nordwestlichen Teil Oberschlesiens im Kreuzburger Land. Krzywizna liegt rund sieben Kilometer nördlich vom Gemeindesitz Kluczbork und etwa 52 Kilometer nordöstlich der Woiwodschaftshauptstadt Oppeln.
Westlich des Dorfes fließt der Bach Struga und südlich des Ortskerns die Baryczka (Bartsch-Bach). Durch den Ort verläuft die überörtliche Landesstraße Droga krajowa 11. Östlich des Dorfes liegt die Bahnstrecke Kluczbork–Poznań mit dem Haltepunkt Krzywizna.
Nachbarorte von Krzywizna  sind im Norden Sarnów (Sarnau), im Osten Łowkowice (Lowkowitz), im Süden Gotartów (Gottersdorf), im Südwesten Unieszów (Berthelschütz) und im Nordwesten Rożnów (Rosen).

## Geschichte
1588 wird das Dorf protestantisch und mit der evangelischen Kirche in Konstadt verbunden.
1845 befanden sich im Dorf eine katholische Schule, ein Schloss, ein Vorwerk, eine Schäferei sowie weitere 76 Häuser. Im gleichen Jahr lebten in Schönwald 635 Menschen, davon 33 evangelisch. 1861 lebten in Schönwald 734 Menschen. 1874 wird der Amtsbezirk Schönwald gegründet.
1933 lebten in Schönwald 866, 1939 wiederum 849 Menschen. Bis 1945 gehörte das Dorf zum Landkreis Kreuzburg O.S.
Als Folge des Zweiten Weltkriegs fiel Schönwald 1945 wie der größte Teil Schlesiens unter polnische Verwaltung. Nachfolgend wurde der Ort in Krzywizna umbenannt und der Woiwodschaft Schlesien angeschlossen. 1950 wurde es der Woiwodschaft Oppeln eingegliedert. 1999 kam der Ort zum neu gegründeten Powiat Kluczborski (Kreis Kreuzburg).

## Sehenswürdigkeiten
- Römisch-katholische Kirche unserer lieben Frau von Tschenstochau (poln. Kościół Matki Boskiej Częstochowskiej) – zwischen 1881 und 1883 im neogotischen Stil als evangelisches Gotteshaus erbaut[6]
- Empfangsgebäudes des Bahnhofes Krzywizna

## Wappen

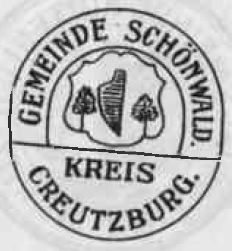
Altes Siegel der Gemeinde

Alte Siegel und Stempel des Ortes zeigen eine seitwärts gerichtete und auf die Spitze gestellte Pflugschar zwischen zwei Bäumen.